# 24-cm-Marinekanone Škoda K97
Die 24-cm-Marinekanone Škoda K97 war ein Schiffsgeschütz der österreich-ungarischen Marine, welches im Ersten Weltkrieg zum Einsatz kam.

## Entwicklung
Die Ursprünge der K97 lagen bei der von Friedrich Krupp AG entwickelten und gebauten 24-cm-Schnelladekanone L/40 aus dem Jahr 1894. Im Jahr 1897 kaufte Škoda eine Produktionslizenz von Krupp und begann 1904 in den eigenen Werken in Pilsen mit der Produktion der Marinekanone. Dieses lief unter dem Namen 24-cm-Marinekanone Škoda K97.

## Technische Beschreibung
Die 24-cm-Marinekanone Škoda K97 war ein Schiffsgeschütz mit einem horizontalen Verschluss von Krupp. Dadurch war es möglich, Munition mit einem Projektil und einer Hülse zu verschießen und benötigte keine zusätzlichen Treibladungen. Im Grundaufbau war die K97 sehr ähnlich der deutschen L/40. Der Höhenrichtbereich betrug zwischen −4 und +20 Winkelgrad, welche durch das Drehen von Handräder erreicht wurde. Zu den Seiten konnten die Geschütze jeweils um 130 Winkelgrad gedreht werden.
Škoda entwickelte für das Geschütze eigenen Munition, unabhängig vom deutschen Kaiserreich, welches ebenfalls eigene Munition nutzte. In den ballistischen Eigenschaften waren sie allerdings recht ähnlich. Das Geschützrohr hatte eine Länge von 8,8 m. Bei einem Höhenrichtbereich von +16,25 Winkelgrad, konnte die weiteste Entfernung von 12 km erreicht werden.

## Einsatz
Die 24-cm-Marinekanone Škoda K97 war die Hauptbewaffnung der Schlachtschiffe der Erzherzog-Karl-Klasse. Alle drei Schiffe dieser Klasse besaßen vier Kanonen in Zwillingstürmen jeweils vor und hinter dem Mittelaufbau. Weiterhin wurden bei der Überholung der Kaiser Karl VI. im Jahr 1916 die alten L/40 Geschütze durch die neueren K97 ersetzt. Auch auf der Sankt Georg wurde die K97 eingebaut. Das Schiff verfügte über zwei Kanonen in Einzelgeschütztürmen, je vor und hinter dem Mittelaufbau.